# Lamprosema inglorialis
Lamprosema inglorialis là một loài bướm đêm trong họ Crambidae.